# Pseudostachia populosa
Pseudostachia populosa is een springstaartensoort uit de familie van de Odontellidae. De wetenschappelijke naam van de soort is voor het eerst geldig gepubliceerd in 1963 door Selga.